# I Love Soul
《I Love Soul》는 김현정의 정규 7집 음반이다. 중저음의 노래 위주로 수록되어 있으며, 이전과 전혀 다른 김현정의 보컬과 음악을 만나볼 수 있다. 힙합 리듬의 타이틀곡 <B형 남자>로 혈액형 열풍을 주도했으며, 후속곡 <태양 에너지>까지 활동을 이어나갔는데, 앨범 완성도에 있어서 긍정적인 평가를 받았다.

## 수록곡
| 1.  | 태양 에너지         | 3:25 |
| 2.  | Like a Virgin       | 3:27 |
| 3.  | 중독                | 4:07 |
| 4.  | Don't You Follow Me | 3:44 |
| 5.  | No.No.No            | 4:01 |
| 6.  | 2nd Round           | 3:47 |
| 7.  | B형 남자            | 4:30 |
| 8.  | 연습 (Coma…)        | 4:05 |
| 9.  | Acoustic Love       | 3:48 |
| 10. | 길 (그대로 오는길)  | 4:15 |
| 11. | Outro               | 3:26 |
| 12. | B형 남자 (MR)       | 4:30 |

## 곡 소개
- 타이틀곡 ‘B형 남자’(작사:김현정 작곡:이창현 Featuring:창진)는 최근의 트랜드인 힙합을 재미있게 구성. 세련되고 그루브한 멜로디와 강한 리듬이 특징이다.
- ‘Don’t you follow me’(작사:김현정 작곡:이창현)는 락(ROCK)과 팝(POP)음악의 감각적인 장점들을 한곳에 믹스해 놓은 듯한 느낌을 주는 곡으로 타이트하면서도 세련된 사운드를 지닌 곡이다.멜로디한 랩 또한 음악의 활력을 불어 넣는 특징.
- ‘태양 에너지’(작사:김현정 작곡:장준호)는 R&B를 바탕으로 어쿠스틱 음악의 분위기가 나는 노래이다.요즘 영화, 음악 전반에 퍼지고 있는 유행 아이콘 중 하나인 복고적인 이미지를 LP 샘플 등을 사용하여 표현. 마치 옛날 동화나 크리스마스 영화를 보는 듯한 매우 따뜻하고도 포근한 분위기의 노래이다.
- ‘중독’(작사:루이 작곡:이현욱)는 우울한 분위기의 다소 무거운 R&B와 소울 풍의 노래.
- ‘2nd Round’(작사:김현정 작곡:이상인)는 재즈풍의 노래로서 올드한 창법을 사용.흔히 유행하던 노래들과는 전혀 다른 느낌을 주는 노래이다.
- ‘No. No. No.'(작사:김현정 작곡:이상인)는 오리엔탈 사운드를 기본으로 구성.중저음의 김현정 보이스를 분위기 있게 들을 수 있는 노래이다.
- 그밖에도 ‘Acoustic Love’ (작사:김현정 작곡:이현욱), ‘연습 (coma…)’(작사:김현정 작곡:황찬희),‘Like A Vigin’(작사:이창근 of soulstar 작곡:김상대), ‘길 (그대로 오는길)’(작사:루이 작곡:박성일) 등을 통해서 다양한 음악적 변화를 보여주고 있다.